# Antoinette Alberdingk Thijm
Antoinette Alberdingk Thijm (Amsterdam, 15 maart 1829 - Roermond, 7 januari 1898) was een Nederlandse altsopraan. Ze genoot in de 19e eeuw grote faam als zangeres. In 1859 huwde zij de architect Pierre Cuypers.

## Biografie
Antoinette Catharine Therèse (Nenny) Alberdingk Thijm werd op 8 maart 1829 geboren in Amsterdam. 
Haar vader was Joannes Franciscus Alberdingk, haar moeder Catharina Thijm. Bij KB nr. 201-1834 verkreeg Joannes Alberdingk bij hun huwelijk in 1819 toestemming om de achternaam van zijn vrouw (Thijm), die met haar dreigde uit te sterven, aan die van hemzelf en zijn kinderen toe te voegen. Voortaan heette deze tak van de familie Alberdingk dus ‘Alberdingk Thijm’.
Op 15 juni 1850 zong de 21-jarige Nenny Alberdink Thijm in Haarlem bij het Algemeen Muziekfeest van de Maatschappij tot Bevordering der Toonkunst. Dit was  tijdens de Nederlandse première van het oratorium Elias van Felix Mendelssohn Bartholdy, dat vier jaar eerder zijn wereldpremière had beleefd. De pers was lovend: “Alle lof zij toegezwaaid aan de koren, aan bet orkest, maar bovenal aan de solisten, mej. Alberdingk Thijm, dilettante van Amsterdam”
In 1859 trouwde Antoinette Alberdingk Thijm op dertigjarige leeftijd met de verweduwde architect Pierre Cuypers en woonde vervolgens met haar gezin in Roermond, Amsterdam en opnieuw Roermond. Uit dit tweede huwelijk van Pierre Cuypers werden twee zoons en drie dochters geboren, onder wie Joseph, die later eveneens een beroemd architect zou worden, en dochter Katrina, die actief werd als ontwerper en uitvoerder van kerkelijke borduurkunst. Dochter Maria Catharina Ursula (Mia) Cuypers leerde in 1883 op de Wereldtentoonstelling te Amsterdam de Chinese koopman Frederick Taen kennen. Ondanks het rassenverschil dat in die tijd nog sterk speelde, zouden zij huwen. Haar echtgenoot liet een prachtig portret van haar schilderen door haar vriendin, de in opkomst zijnde portretschilderes Thérèse Schwartze.

Nenny Alberdingk Thijm overleed op 7 januari 1898 op 68-jarige leeftijd in Roermond en werd ter aarde besteld in het familiegraf op de begraafplaats bij de Kapel in 't Zand te Roermond (monumentnummer 520492). 

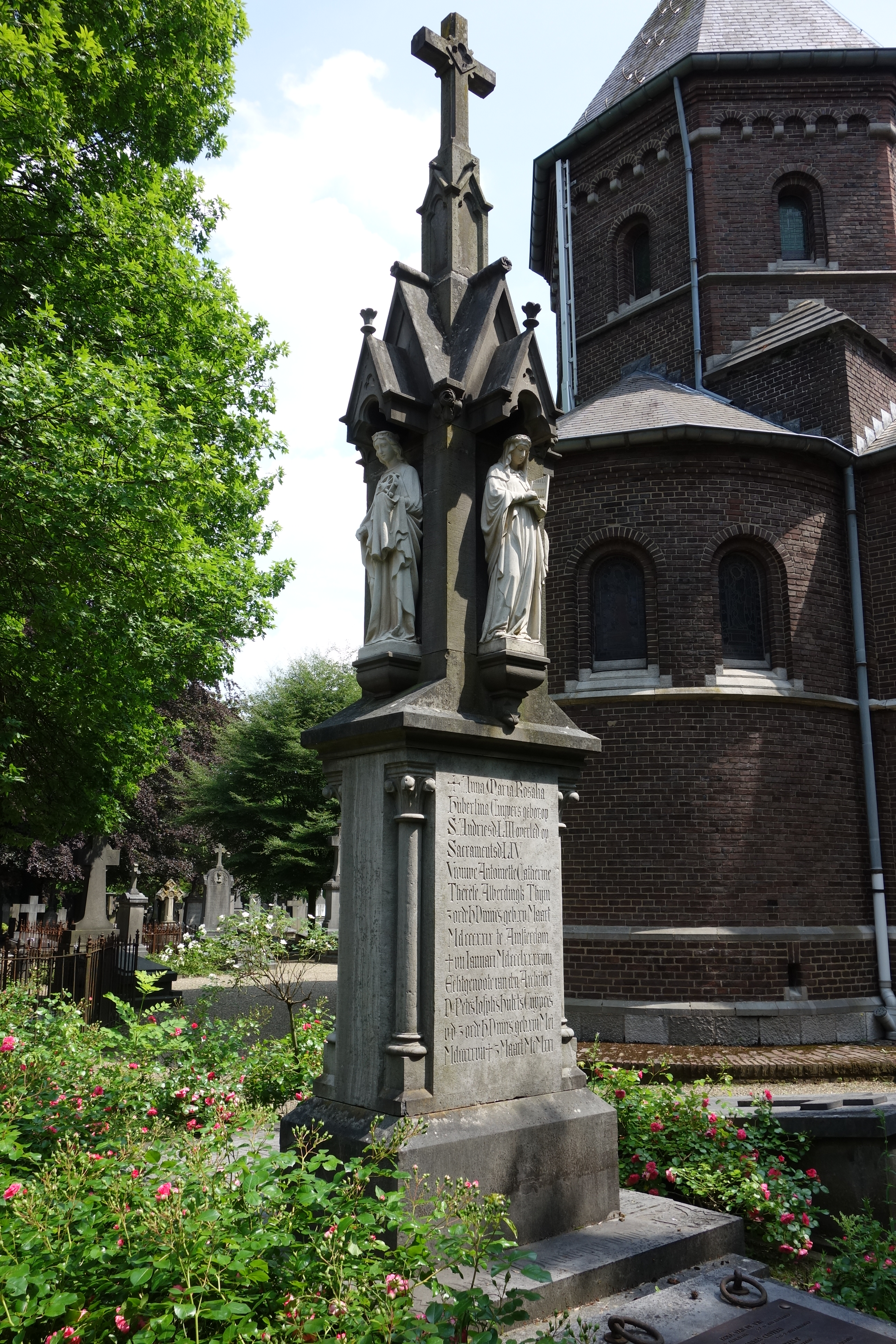
Grafmonument van de familie Cuypers

- Nederlandse Thesaurus van Auteursnamen: 070665176
- Virtual International Authority File: 290148617
- WorldCat: E39PBJt3XjXdh4drfcJVMwCxXd